# Media w Legnicy

## Sytuacja w mediach od roku 2006
Za sprawą licznych przekształceń własnościowych na lokalnym rynku medialnym zaszły w ostatnich latach spore zmiany.
Po zmianach w dzienniku Słowo Polskie - Gazeta Wrocławska wprowadzonych w 2007 r., zniknęła ostatnia gazeta, w której publikowano codziennie doniesienia z Legnicy. Pod koniec 2006 r. decyzją wydawcy zlikwidowano jeden z najstarszych tytułów prasowych w regionie (Konkrety), który zastąpiły niebawem nowe Konkrety Polskie. Istniejący od 1994 roku drugi tygodnik – Panorama Legnicka – został przejęty przez właściciela Gazety Wrocławskiej i zdegradowany do roli wtorkowego dodatku do dziennika. Wcześniej, w latach 2004–2006 pojawiły się nowe gazety bezpłatne: Express Legnicki i Gazeta Piastowska.
Po 17 letniej przerwie na legnicki rynek prasowy powróciła Gazeta Legnicka wydawana przy współpracy z LCA.pl przez Wydawnictwo LCA – Media. Numer Zerowy ukazał się w dniu 20 listopada 2008 roku.
Gazeta Legnicka była pierwszym, niezależnym, lokalnym dziennikiem w Polsce ukazywała się w latach 1991-94. Obecnie wydawana jest w formie darmowego dwutygodnika.
1 października 2009 wydany został bezpłatny tygodnik LEGNICZANIN.PL, 16 stron oraz 16 tys. nakładu. Gazeta ukazuje się nieregularnie. - obecnie wydawany jest nie regularnie. 
Od 2 lutego 2012 roku ukazał się nowy tytuł prasowy Tygodnik 24Legnica - 24Lubin. Gazeta została stworzona przez osoby, które były mocno związane z Grupą Expresów, a które to zostały wycofane z rynku. Tygodnik 24Legnica – 24Lubin to jedyna bezpłatna gazeta miejska o takim zasięgu oraz jedyny tygodnik ukazujący się na terenie zagłębia miedziowego, dystrybuowany jest w każdy czwartek tygodnia, na łamach jego publikowane są profesjonalne reportaże, wywiady, interwencje. Stale prowadzone są takie działy jak: Zdrowie, Finanse, Auto-Moto, Nieruchomości, Nauka i Praca. Ściśle powiązany portal informacyjny to www.24legnica.pl
Jedyną legnicką rozgłośnią radiową jest lokalne Radio Plus.
Informacje z Legnicy emitują w swoich serwisach regionalnych również Polskie Radio Wrocław i Muzyczne Radio.
Jedyną legnicką telewizję www.damitv.pl – działającą w sieci kablowej Vectra Telewizję Dami – uzupełniają wiadomości z Legnicy na antenach odbieranych w mieście również drogą naziemną TV Odra (TVL), TVP Wrocław
Dwa najstarsze legnickie portale internetowe działające do dziś to  legnica.net.pl, powstały w 1997 r., oraz LCA.pl, powstały w 2001 r. Od 2000 r. działa także mający charakter portalu miejskiego serwis internetowy Urzędu Miasta - www.legnica.eu.
W roku 2009 powstał kolejny portal legniczanin.pl wydawany przez tv-m press media
Od 8. października 2012 roku działa Regionalny Portal Informacyjno-Publicystyczny , który opisuje wydarzenia z byłego województwa legnickiego. Ma największy teren działania wśród portali w regionie.

## Wykaz mediów legnickich

### Działające obecnie

#### Prasa
- Tygodnik 24Legnica - 24Lubin[3]) - www.24legnica.pl - tygodnik bezpłatny
- Gazeta Legnicka – www.gazetalegnicka.pl - dwutygodnik bezpłatny
- Panorama Legnicka – tygodnik,
- Konkrety Polskie – tygodnik,
- Solidarność Zagłębia Miedziowego – miesięcznik bezpłatny
- Gazeta Piastowska – tygodnik/dwutygodnik bezpłatny

#### Radio
- Radio Plus Legnica – Rozgłośnia regionalna, wiadomości regionu, kultura, wiadomości z diecezji, Lista tanecznych hitów, giełda pracy., reklama.
Głogów, Lubin, Polkowice 102,6 MHz
Legnica 92,7 MHZ
Zgorzelec, Lubań 102,8 MHz
Jelenia Góra 94,9 MHz
Kamienna Góra 93,1 MHz
www.legnica.fm Radio PLUS Legnica stream live 48, 128 kb/s ACC+
- Polskie Radio Wrocław – oddział terenowy (nie nadaje samodzielnego programu),
- Radio Złote Przeboje - rozgłośnia ponadregionalna, okienka lokalne na antenie (90,0 MHz - koncesja wydana, stacja planowana do uruchomienia[4])

#### Telewizja
- TV Dami Legnica – TVK nadająca w sieci Vectra, dziennie dociera do ponad 50 tys. mieszkańców miasta
- TV Regionalna – stacja sieci "Odra" z siedzibą w Lubinie, produkująca programy także na zlecenie Urzędu Miasta Legnicy

#### Internet
- www.legnica.eu - Oficjalny portal Miasta Legnica
- www.e-legnickie.pl – regionalny portal informacyjno-publicystyczny
- www.gazetapiastowska.pl - regionalny portal informacyjny (d. e-piastowska.pl)
- www.24legnica.pl – portal miasta Legnicy
- lca.pl – portal miasta Legnicy (istnieje od 2001 r.)
- www.legnica.pl – tworzony przy współpracy z portalem www.lca.pl
- Legnica.net.pl – pierwszy portal miasta (istnieje od 1997 r.)
- legniczanie.pl – portal społecznościowy
- www.legnica.fm – portal zagłębia miedziowego: informacje, relacje dźwiękowe, transmisje wideo
- legnica.naszemiasto.pl – serwis informacyjny Legnicy w sieci miejskich portali informacyjnych Naszemiasto.pl
- https://web.archive.org/web/20210414011138/http://laikart.pl/ - portal informujący o kulturze w Legnicy należący do stowarzyszenia Legnica Aktywnie i Kreatywnie
- Legnica.NET - Miejski portal informacyjny, aktualności, sport, kultura, ogłoszenia drobne, katalog firm
- www.tulegnica.p – portal informacyjny miasta Legnicy (istnieje od 2019 r.)
- Niski Pressing[5] - kanał sportowy w serwisie YouTube poruszający tematykę legnickiego futbolu